# Суздальская епархия
Су́здальская епа́рхия — историческая епархия Русской православной церкви с центром в Суздале.

## История
Христианизация Ростово-Суздальского края началась, очевидно, в 990-е годы — с того времени захоронения в данном регионе уже совершались по христианскому обряду.
О нахождении кафедры Ростовских епископов в Суздале по крайней мере к началу 1160-х годов свидетельствует Ипатьевская летопись.
Создание Владимирской епархии произошло в 1214 году при владимирском князе Юрии Всеволодовиче путём выделения из состава Ростовской епархии. Первоначально правящий епископ титуловался «Суздальским и Владимирским», но позднее в XIII веке Владимир-на-Клязьме определенно становится главным городом этой церковной области.
В 1330 году, для бо́льшей части Владимиро-Суздальской земли была восстановлена самостоятельная кафедра с центром в Суздале. При этом епископской кафедры во Владимире не было вплоть до 1748 года.
26 января 1589 года Суздальская кафедра становится архиепископией, а 25 марта 1682 года — митрополией.
Возглавлявшие во второй половине XVIII века Суздальскую епархию архиереи уже не пользовались тем влиянием среди епископата, каким они обладали прежде.
Указом от 6 мая 1786 года Суздальская епархия была объединена недавно учреждённой самостоятельной Владимирской епархией, но кафедральным городом остался Суздаль. В 1788 году к епархии была присоединена территория упразднённой Переславльской епархии.
Ко времени своего упразднения Суздальская и Юрьевская епархия была одной из наименьших по территории среди великорусских епархий, но выделялась значительным количеством храмов (до 500), монастырей и пустыней (до 40).
При императоре Павле I 31 июля 1798 года архиерейская кафедра была перенесена во Владимир, а с 16 октября 1799 года епархия стала именоваться Владимирской и Суздальской.
24 марта 1916 году было учреждено Суздальское викариатство Владимирской епархии. После 1931 года кафедра не замещалась.

## Епископы
Суздальские
- Феодор I (X век)
- Даниил (март 1330—1347)
- Иоанн (1340—1347)
- Нафанаил (6 августа 1347—1351)
- Даниил (1350—1351) паки
- Иоанн (1351—1363) паки
- Алексий (Бяконт) (1363—1365)
- Иоанн (1365—1366) 3-й раз
- Алексий (Бяконт) (1366—1373) паки

Суздальские, Нижегородские и Городецкие
- Дионисий (11 февраля 1374 — 15 октября 1385)
- Евфросин II (март/июнь 1389 — 25 марта 1406)

Суздальские и Тарусские
- Митрофан (9 сентября 1406—1427)
- Григорий I (1427—1431)
- Авраамий (1431—1452)
- Филипп (1452 — 11 ноября 1464)
- Евфимий (ноябрь 1464—1484)
- : сведения о занимавшем в 1483 году Суздальскую кафедру Феодоре, бывшем епископе Черниговском, не могут быть признаны достоверными
- Нифонт (9 декабря 1484 — 8 марта 1508)
- Симеон (Стремоухов-Безбородый) (21 августа 1509 — 21 ноября 1515)
- Геннадий (Богоявленский) (10 февраля 1517 — 23 марта 1531)
- Ферапонт (9 марта 1539 — 25 февраля 1543)
- Иона (Собина) (21 февраля 1544—1548)
- Трифон (Ступишин) (10 марта 1549—1551)
- Афанасий (Палецкий) (18 июня 1551 — 11 августа 1564) (1566)
- Елевферий (1564—1567)
- Пафнутий (1567 — 26 ноября/5 декабря 1570)
- Савватий (1570—1571) в/у
- Григорий II, блаженный (1571)
- Варлаам (1571—1586)
- Иов (1587—1594)
- Галактион (1594 — 2 июля 1609)
- Герасим (март 1613 — 20 февраля 1615)
- Арсений Элассонский (1615 — 13 апреля 1626)
- Иосиф Курцевич (август 1626 — 22 марта 1634)
- Серапион (5 октября 1634 — 25 февраля 1653)
- Софроний (29 января 1654 — 13 сентября 1654)
- Иосиф (1655 — апрель 1656)
- Филарет (10 августа 1656—1658)
- Стефан (2 мая 1658—1661)

Суздальские и Юрьевские
- Стефан (1666 — 2/12 июля 1679) паки
- Маркелл (21 марта 1680 — 6 сентября 1681)
- Павел (Моравский) (6 сентября 1681 — ноябрь 1681)
- Иларион Суздальский (11 декабря 1681 — 28 февраля 1705)
- Ефрем (Янкович) (24 августа 1708 — 18 марта 1712)
- Игнатий (Смола) (7 сентября 1712 — 25 января 1719)
- Варлаам (Леницкий) (31 мая 1719 — 5 июля 1723)
- Иоаким (Владимиров) (11 октября 1725 — 16 марта 1726, 22 апреля 1726 — 13 апреля 1731)
- Гавриил (Русской) (24 ноября 1731 — 17 сентября 1735)
- Афанасий (Пауссиус-Кондоиди) (17 сентября 1735 — 10 октября 1737)
- Вениамин (Фальковский) (1737—1739) наречённый
- Симон (Тихомиров) (21 ноября 1739 — 15 декабря 1747)
- Порфирий (Крайский) (30 мая 1748 — 9 октября 1755)
- Сильвестр (Гловатский) (9 октября 1755 — 20 мая 1760)
- Геннадий (Драницын) (13 декабря 1760 — 11 апреля 1775)
- Тихон (Якубовский) (19 мая 1775 — 4 апреля 1786)

Суздальские и Владимирские
- Виктор (Онисимов) (6 мая 1788 — 16 октября 1799)

Суздальское викариатство Владимирской епархии
- Павел (Борисовский) (23 апреля 1916 — 24 апреля 1918, 12 июня 1918 — 13 мая 1921)
- Василий (Зуммер) (декабрь 1921 — 6 января 1924)
- Иоанн (Братолюбов) (апрель 1926 — 13 июля 1927)
- Григорий (Козырев) (27 сентября 1927 — 14 июня 1929)
- Гурий (Степанов) (26 августа 1930 — 21 мая 1931)